# Christina Liebherr
 (octobre 2024).
Si vous disposez d'ouvrages ou d'articles de référence ou si vous connaissez des sites web de qualité traitant du thème abordé ici, merci de compléter l'article en donnant les références utiles à sa vérifiabilité et en les liant à la section « Notes et références ».
En pratique : Quelles sources sont attendues ? Comment ajouter mes sources ?
Christina Liebherr est une cavalière suisse née le 16 mars 1979 à Stuttgart. Elle a remporté la médaille de bronze par équipe aux Jeux olympiques de Pékin en 2008 à la suite de la disqualification du Norvégien Tony André Hansen.

## Biographie
Petite-fille de Hans Liebherr, fondateur de l'entreprise éponyme, elle obtient la nationalité suisse en 1994. Dès ses débuts en équitation à l'âge de 9 ans, elle démontre de grandes qualités. Elle remporte au total trois médailles de bronze aux championnats d'Europe juniors en 1996 et 1997. En 1998, elle devient championne d'Europe espoirs par équipe.
En 2004, elle obtient ses premiers résultats chez les élites. Grâce à ses bons résultats avec No Mercy, son cheval vedette, elle parvient à se qualifier pour les Jeux olympiques d'Athènes. Elle termine à la 14e place en individuel et en cinquième position par équipe pour sa première expérience olympique.
En 2005, Elle obtient les médailles d'argent en individuel et par équipes lors des Championnats d'Europe de San Patrignano. Grâce à ses bons résultats, elle est nommée comme "Newcomer de l'année" aux Crédit Suisse Sport Awards.
Malgré une petite déception aux Jeux équestres mondiaux de 2006 à Aix-la-Chapelle (11e place individuel / 5e place par équipes), elle parvient tout de même à se qualifier pour les Jeux olympiques de Pékin. En Chine, elle termine 38e du concours individuel et quatrième par équipes. Cependant, le Norvégien Tony André Hansen est disqualifié pour avoir dopé son cheval et la Suisse, quatrième, récupère la médaille de bronze.
À Aix-la Chapelle, le 30 juin 2009, No Mercy, le cheval vedette de la cavalière fribourgeoise se blesse. Le cheval doit mettre un terme à sa carrière à la suite d'une déchirure du tendon lors du CSIO. Cette fin de parcours prématurée empêche la Suissesse de pouvoir défendre ses chances aux Championnats d'Europe de Windsor.
Le 5 juin 2022, elle annonce sa retraite sportive.

## Palmarès[3]

### Jeux olympiques
| Épreuve / Édition | Athènes 2004 | Pékin 2008 |
| ----------------- | ------------ | ---------- |
| Individuel        | 14e          | 38e        |
| Par équipes       | 5e           | Bronze     |

### Championnats du monde
| Épreuve / Édition | Aix-la-Chapelle 2006 |
| ----------------- | -------------------- |
| Individuel        | 11e                  |
| Par équipes       | 5e                   |

### Championnats d'Europe

#### Élites
| Épreuve / Édition | San Patrignano 2005 | Mannheim 2007 |
| ----------------- | ------------------- | ------------- |
| Individuel        | Argent              | 18e           |
| Par équipes       | Argent              | 4e            |

#### Espoirs
| Épreuve / Édition | Lisbonne 1998 | Münchwilen 2007 |
| ----------------- | ------------- | --------------- |
| Individuel        |               | 6e              |
| Par équipes       | Gold          |                 |

#### Juniors
| Épreuve / Édition | Predazzo 1996} | Moorsele 1997 |
| ----------------- | -------------- | ------------- |
| Individuel        |                | Bronze        |
| Par équipes       | Bronze         | Bronze        |

### Championnats de Suisse

#### Élites
| Épreuve / Édition | Bâle 2007 |
| ----------------- | --------- |
| Individuel        | Bronze    |

#### Espoirs
| Épreuve / Édition | Giubiasco 1998 | Le Mont-sur-Lausanne 1999 | Humlikon 2000 |
| ----------------- | -------------- | ------------------------- | ------------- |
| Individuel        | Gold           | Gold                      | Argent        |

#### Juniors
| Épreuve / Édition | Ecublens 1995 | Dagmersellen 1996 | Bellinzone 1997 |
| ----------------- | ------------- | ----------------- | --------------- |
| Individuel        | Argent        | Bronze            | Gold            |

## Récompenses
- Mérite Sportif fribourgeoise en 2005.

## Sources
- (de) Cet article est partiellement ou en totalité issu de l’article de Wikipédia en allemand intitulé « Christina Liebherr » (voir la liste des auteurs).